# Église Christos Elkomenos
L’Église Christos Elkomenos, (en grec moderne : Εκκλησία Ελκόμενος Χριστός) ou église du Christ-aux-Liens, est l'église principale de la cité de Monemvasia en Laconie dans le Péloponnèse en Grèce. 

## Histoire
L'église actuelle et son campanile du XVIIe siècle, ont été construits lors de la deuxième époque vénitienne, à l'emplacement d'un ancien monastère byzantin.